# Haliplus flavicollis
Haliplus flavicollis ist ein Käfer aus der Familie der Wassertreter (Haliplidae). 

## Merkmale
Die Käfer erreichen eine Körperlänge von 3,5 bis 4 Millimetern und sind rostgelb gefärbt. Der Halsschild ist in der Mitte des Vorderrandes gerade abgestutzt, seine Vorderwinkel ragen lang und spitz nach vorne. Er trägt basal eine quere Punktreihe die doppelt so grob ist, wie die Punkte am Vorderrand. Die Seiten des Halsschildes sind gerade. Die Punkte an der Basis der Deckflügel sind nicht gröber als die der Punktreihen auf den Deckfügeln. Flecken fehlen auf den Deckflügeln. 

## Vorkommen und Lebensweise
Die Art ist in Europa, Sibirien, Turkestan und Nordafrika verbreitet. Sie ist in Mitteleuropa nicht selten und weit verbreitet. Die Tiere leben in sauberen, stehenden und langsam fließenden Gewässern.